# Csíkcsicsó
Csíkcsicsó (románul Ciceu) falu Romániában Hargita megyében. Közigazgatásilag 1952-óta Madéfalvához tartozott, 2004-től önálló község.

## Fekvése
Csíkszeredától 5 km-re északra a Szépvíz-pataknak az Oltba torkollásánál fekszik, fontos vasúti csomópont.

## Története
A falutól nyugatra sziklagerincen láthatók várának csekély maradványai. Valószínűleg a tatárjárás után épült királyi rendeletre, története nem ismert. A hagyomány szerint a ferencesek a csíksomlyói kolostor építése előtt ebben a várban laktak. A falut 1566-ban említik Chijchijo néven. Petky Dávid itteni kastélyát 1706-ban Acton császári tábornok foglalta el és romboltatta le, nyoma sem maradt. A falunak a Szent Ferenc-hegytetőn egykor kápolnája állott. 1910-ben 2225 magyar lakosa volt, 1992-ben 2543 lakosából 2502 magyar és 40 román volt. A trianoni békeszerződésig Csík vármegye Felcsíki járásához tartozott.

## Látnivalók

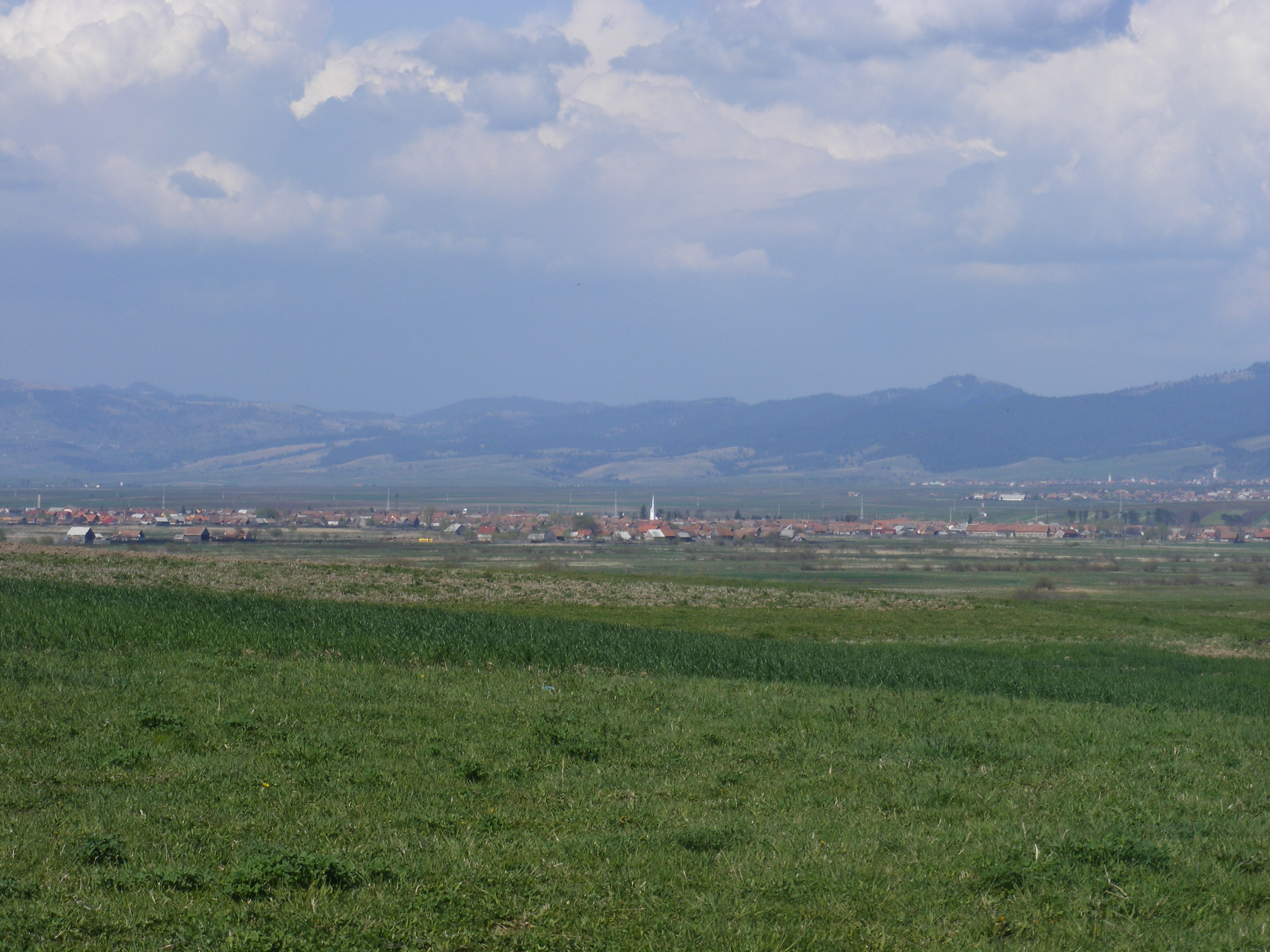
A falu látképe

- Római katolikus temploma 1783-ban épült, mai formáját 1839-ben nyerte el.
- A falu északi részében álló kastély a 17. század végén épült.

## Híres emberek
- Itt született Cserei Mihály (1603–1660) író.
- Itt született 1937. június 6-án Bárányi Ildikó orvos, író.
- Itt született 1944. április 24-én Sebestyén Júlia matematikai tankönyvíró.
- Itt játszódik Tamási Áron: Ábel a rengetegben c. regényének egy rövid részlete, a történet szerint itt született a főhős, Szakállas Ábel.